# 김관주 (조선)
김관주(金觀柱, 1743년~1806년)는 의정부의 우의정을 지낸, 조선 시대 후기의 문신이다. 영조 말기 때부터 순조 초기 때까지 어언 41년 동안 문관 관료 등을 지낸 정치인이고 왕가 외척(王家 外戚)이며 척신(戚臣)이다. 본은 경주(慶州)로, 자(字)는 경일(景日)이다.
1765년(영조 41년)에 식년문과를 병과로 급제하여 여러 벼슬을 지냈으며, 1772년 홍봉한을 탄핵하였다가 함경도 갑산으로 유배되었다. 1800년 순조 즉위 후 벽파의 득세와 함께 예조 판서로 발탁되었고, 6촌 누이동생 정순왕후 김씨가 수렴청정을 하면서 우의정이 되었다. 이후 정순왕후 김씨가 수렴청정을 계속할 것을 종용하였다가 벼슬을 잃었으며, 1806년에 지난 4년 전의 순원왕후 김씨의 왕비 책봉 및 국혼(國婚)을 시종일관으로 극력 반대하였다는 이유로써 함경도 경흥에 유배를 가던 중 함경도 이원에서 병으로 죽었다.
경기도 여주 생이자, 노론 벽파의 지도급 인사로, 정순왕후 김씨의 6촌 오빠이자 김귀주의 6촌 동생이다. 시호는 문익공(文翼公)이다.

## 생애

### 생애 초기
서인 및 노론 색채의 정치 가문 출신으로 민회빈 금천 강씨의 억울한 죽음을 상소하였다가 효종에 의해 장살 사형 조처된 김홍욱의 후손으로 태어났다.
김운경(金運慶, 1698~1756)의 손자이자 김한록(金漢祿, 1722~1790)의 아들로, 영조의 장인 김한구(1723~1769)는 그의 5촌 종숙부였으며, 영조의 처숙부 김한기(1728~1792) 또한 그의 5촌 종숙부였고, 6촌 여동생 정순왕후 김씨, 6촌 형 김귀주는 모두 그의 친가 재종형제자매간이었다. 그리고 그의 어머니 풍산 홍씨는 홍국영(1748~1781)의 5촌 당고모이며 홍낙춘과는 4촌간이었다. 그는 1765년(영조 41년)에 식년문과를 병과로 급제하였다.
이후 여러 벼슬을 거쳐 사간원 정언(正言), 홍문관교리 등 요직을 지냈다. 이후 노론의 중진으로 활동하며 1772년 홍문관 수찬으로 있을 때는 시파에 호의적이었던 사도세자의 장인 홍봉한 등을 탄핵하였으나, 반대로 영조의 분노를 얻어 함경도 갑산군에 유배되었다.

### 관료 생활
그 뒤 풀려나 1793년(정조 17년)에 용궁현감(龍宮縣監)이 되었다.
이후 한직을 전전하다가 1800년 정조가 죽고 순조가 즉위하여 벽파가 득세하면서 다시 발탁되어 중추부첨지사(僉知事)를 거쳐 예조 판서로 등용되었다. 이때 순조의 빈으로 초간택, 재간택을 거쳐 삼간택된 김조순의 딸(순원왕후)의 결혼에 반대하는 입장에 서기도 했다. 이후 이조판서, 양주목사 등을 두루 거쳐, 1년만인 1802년 우의정으로 고속승진했다. 이듬해 1803년 대왕대비(정순왕후)가 수렴청정을 거둘 상황에 놓이자, 좌의정 이시수(李時秀) 등과 함께 반대하고 대왕대비가 수렴청정을 계속할 것을 종용하다가 탄핵을 받고 파직되었다. 곧 복권되었으나 정순왕후 사후 1805년 김조순 등 시파가 집권하면서 순조와 순원왕후의 국혼을 방해했다 하여, 대사간 신헌조(申獻朝) 등의 탄핵을 받고 함경도 경흥으로 유배를 가던 도중, 귀양길에 이원군에서 병사하였다. 사후 복권되었다.

## 가족 관계
- 할아버지 : 김운경(金運慶, 1698~1756)
- 할머니 : 충주 지씨(忠州 池氏, ?~1749)
  - 백부 : 김한원(金漢圓, 1719~?)
  - 백모 : 청주 한씨(淸州 韓氏)
    - 사촌 종형: 김상주(金象柱, 1737~?)
    - 사촌 형수: 남양 홍씨(南陽 洪氏)

  - 아버지 : 김한록(金漢祿, 1722~1790)
  - 어머니 : 풍산 홍씨(豊山 洪氏)
    - 본인: 김관주(金觀柱, 1743~1806)
    - 부인 : 기계 유씨(杞溪 兪氏)
      - 장남 : 김노정(金魯鼎) - 사촌 종형 김상주(金象柱)의 양자로 감.
      - 자부 : 이규진(李奎鎭)의 딸
      - 차남 : 김노돈(金魯燉)
      - 자부 : 손충섭(孫忠燮)의 딸

  - 숙모 : 김한곤(金漢崑, 1727~?)
  - 숙모 : 수원 백씨(水原 白氏)
    - 사촌 종제 : 김내주(金崍柱, 1746~?)
    - 사촌 제수 : 창녕 조씨(昌寧 曺氏)
      - 5촌 종질 : 김노서(金魯瑞)

## 같이 보기
- 김귀주
- 정순왕후 김씨
- 추사 김정희
- 김한신
- 김한록
- 김한구
- 김한기
- 김선경
- 김흥경
- 김홍욱

## 참고 문헌
- 춘추관 관원들 (1838). 《순조실록》.